# Natalie Moszkowska
Natalie Moszkowska (n. 1 mai 1886, Varșovia, Imperiul Rus – d. 26 noiembrie 1968, Zürich, cantonul Zürich, Elveția) a fost o economistă socialistă care a contribuit semnificativ la teoria marxistă a valorii și crizei, la conceptul de capital de monopol și la interpretarea economică a cheltuielilor militare. 

## Biografie
Natalie Moszkowska s-a născut la 1 mai 1886 la Varșovia. Fiică a lui Alexander Moszkowski și a Evelinei Juhwihler. În jurul anului 1900, ca rezultat al persecuției din partea guvernului țarist, a emigrat din Imperiul Rus în Elveția, unde și-a început studiile la Universitatea din Zurich. La 18 iulie 1914, ea a obținut titlul de doctor oeconomiae publicae a Universității din Zurich sub conducerea lui Heinrich Sieveking. Tema tezei de doctorat a N. Moszkowska a fost "băncile de economii ale muncitorilor din industriile cărbunelui și oțelului din Polonia" . Așa cum se precizează în teza sa, ea a lucrat pe baza documentelor ruse, la care a avut acces în timpul ultimei sale șederi în Regatul Poloniei în 1911. La sfârșitul anului 1918, în contextul Revoluției din octombrie din 1917 și "Revoluției din noiembrie" 1918, care s-a extins apoi în Germania, autoritățile elvețiene suspectează că Natalie Moszkowska este un "agitator în numele bolșevismului" .  Întrucât Moszkowska și Leiba Chaim Kaplan au stat mai mult decât se așteptau autoritățile la hotelul din Alpi din Weesen-Amden, Elveția, poliția cantonală din St. Gallen a fost însărcinată să monitorizeze această "pereche rusească", care "primea frecvent corespondență recomandată".
În 1923, Natalie Moszkowska s-a mutat la Zurich, unde a lucrat ca tutore și a scris pentru presa sindicală și socialistă. Nu a fost căsătorită. A publicat trei cărți și numeroase articole și a fost implicată activ în dezbaterile privind chestiunile economice din cadrul Partidului Socialist Elvețian. De asemenea, a menținut contacte din Zurich cu comunitatea științifică internațională (de exemplu, cu Maurice Dobb , Adolf Lowe sau Edgar Salin). A murit pe 26 noiembrie 1968.

## Lucrări principale

### Das Marxsche System(1929)

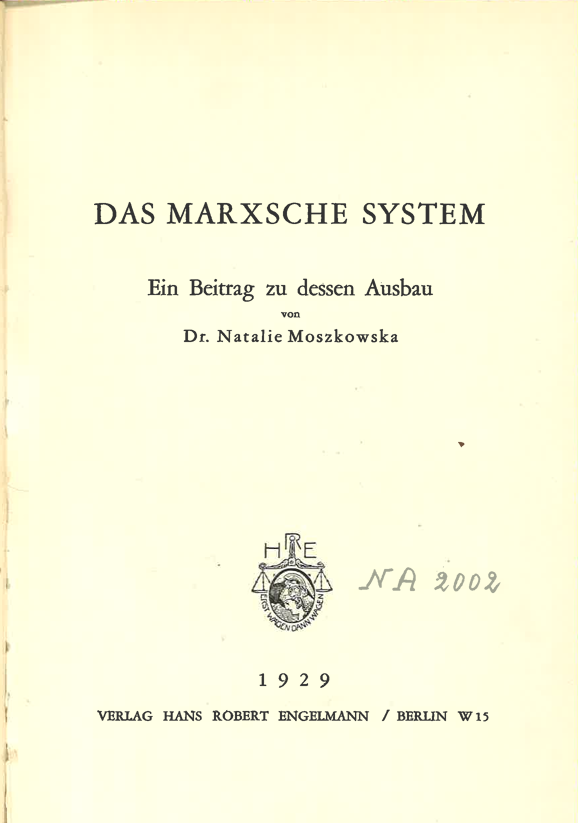
Foaia de titlu a cărții Dr. Natalie Moszkowska, Das Marxsche System. Ein Beitrag zu dessen Ausbau (1929).

Prima carte, după teza sa, a Dr. Natalie Moszkowska, sistemul Das Marxsche System. Ein Beitrag zu dessen Ausbau (Sistemul marxist. O contribuție la extinderea sa), a fost publicată în 1929 de către editorul berlinez Robert Engelmann. Prima parte a cărții începe cu apărarea teoriei valorii muncii într-o perspectivă foarte asemănătoare cu cea a lui Ladislaus von Bortkiewicz, folosind un număr neobișnuit de mare de exemple numerice de transformare a valorilor în prețuri de producție.
Asemănările cu Bortkiewicz sunt, de asemenea, evidente în a doua parte a cărții, unde critică tratamentul lui Marx cu privire la declinul ratei profitului din volumul III al "Capitalului". Potrivit argumentărilor Nataliei Moszkowska, capitaliștii nu vor introduce o mașină nouă dacă economisesc cel puțin o forță de muncă remunerată pe cât costă să o producă. În acest sens, toate progresele tehnologice sporesc productivitatea muncii; efectul acestora asupra ratei profitului depinde de creșterea productivității prin creșterea cantității de mijloace de producție per lucrător. Moszkowska are meritul deosebit de a fi descris (deși cu o analiză tehnică defectuoasă) ceea ce va fi mai târziu cunoscut sub numele de teorema Okishio: inovațiile viabile care reduc rata profitului sunt asociate cu o creștere reală a salariilor. Ea concluzionează că teoria reducerii ratei profitului nu trebuie interpretată ca o predicție istorică, ci ca o rată a relațiilor funcționale ale plusvalorii și ale ratei profitului. Această teorie  putea fi numită și "legea căderii ratei profitului" sau "legea creșterii tendinței ratei de exploatare" și, de fapt, este cea de-a doua tendință care a predominat.
În cea de-a treia parte a cărții sale, Moszkowska aplică aceste concluzii asupra teoriei crizelor, respingând modelul ratei de profit conținute în volumul III al "Capitalului" și contrazicând, de asemenea, ideea că disproporțiile dintre diferitele ramuri ale producției ar fi cauza principală a ciclului economic. Dacă într-adevăr există o disproporție fundamentală în economia capitalistă, spune ea, este în domeniul distribuției. O parte din profiturile excesive favorizează supra-acumularea de capital și dă naștere unor crize de consum redus, în timp ce, dacă salariile reale cresc rapid odată cu scăderea șomajului, scăderea profitabilității care rezultă va pune capăt prosperității. Pentru Moszkowska, lipsa de consum este cea mai bună explicație.

### Zur Kritik moderner Krisentheorien(1935)

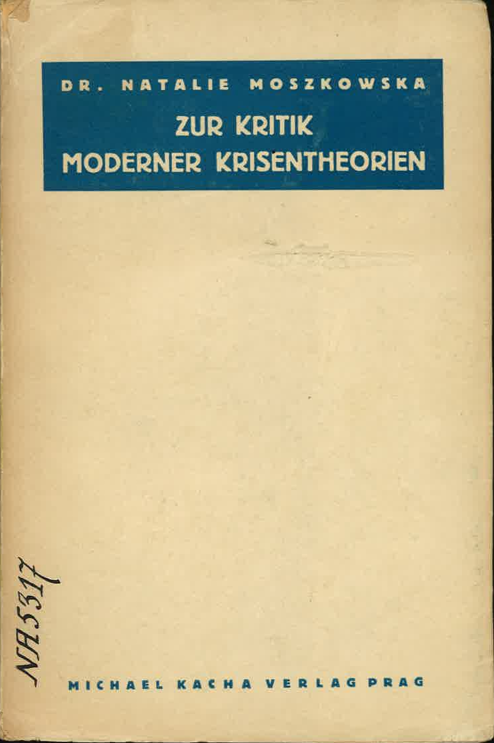
Foaia de titlu a cărții Dr. Natalie Moszkowska, Zur Kritik Moderner Krisentheorien (1935).

În cea de-a doua carte, Zur Kritik Moderniser Krisentheorien (Critica teoriilor moderne ale crizelor), publicată în 1935, Natalie Moszkowska critică teoriile crizelor enunțate de alți autori socialiști germani și austrieci Adolph Lowe, Emil Lederer, Henryk Grossmann, Otto Bauer și Gustav Landauer.
În critica sa, Moszkowska susține că este necesar ca salariile să țină pasul cu creșterea productivității muncii, adică ponderea salariilor să rămână constantă, astfel încât echilibrul macroeconomic să fie menținut. Ea revine, în egală măsură, la progresul tehnic, un subiect deja dezvoltat în cartea sa anterioară, pentru a afirma cu convingere că acesta este sinonim cu creșterea ratei profitului. Cartea menționează, de asemenea, perioada de depresie care a afectat atunci toată lumea, unde plusvaloarea ar trebui să crească și mai rapid din cauza diferenței de ajustare a prețurilor: salariile monetare și prețurile materiilor prime scad mai repede decât prețurile produselor fabricate.

În această a doua carte, Natalie Moszkowska este pe deplin implicată în teoria subconsumului, pe care o folosește pentru a explica declinul capitalismului:

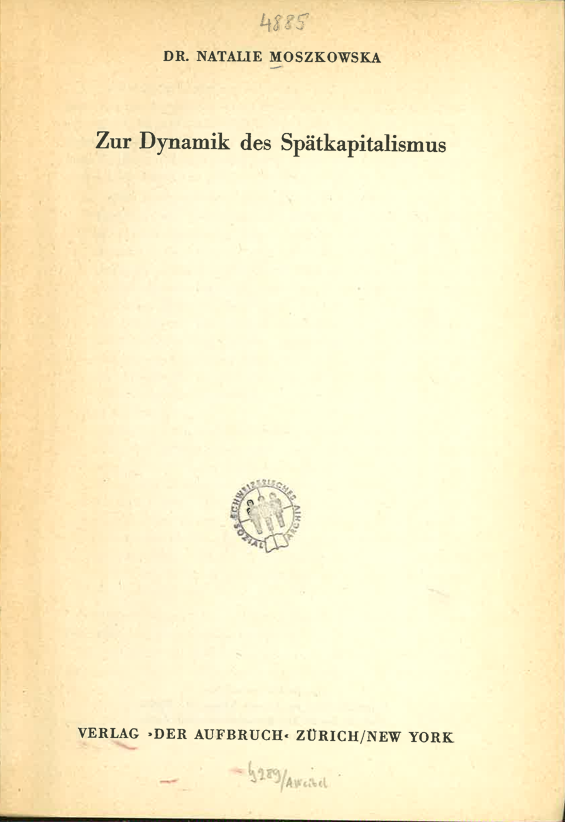
Foaia de titlu a cărții Dr. Natalie Moszkowska, Zur Dynamik des Spätkapitalismus (1943)

"Dacă diferența dintre producție și consum se extinde dincolo de un anumit punct și dacă lipsa consumului ajunge într-o anumită măsură, pauperizarea relativă devine absolută. Producția scade, muncitorii sunt aruncați în stradă. În timp ce capitalismul clasic a fost caracterizat de o sărăcie relativă, capitalismul modern este o pauperizare absolută, iar această sărăcire absolută, insuportabilă pe termen lung, este un declin mare al capitalismului".
Marea depresiune din 1930 este o certitudine și pentru Natalie Moszkowska. Această a doua carte marchează un punct de cotitură în modul ei de gândire și tot ceea ce sugerează ea anticipează apariția viitoare a unei crize permanente a capitalismului, din cauza creșterii decalajului dintre consum și producție .

### Zur Dynamik des Spätkapitalismus(1943)
În cea de-a treia carte, Zur Dynamik de Spätkapitalismus (Dinamica capitalismului târziu), Natalie Moszkowska își continuă criticile privind tendința de scădere a ratei profitului, revenind la două abordări ale crizelor, sub-acumularea și supra-acumularea. În opinia sa, sub-acumularea este compatibilă cu teoria contemporană a ciclurilor și cu analiza volumului III al "Capitalului" lui Marx ca o lege "naturală" sau "veșnică" a capitalismului. Cu toate acestea, conform N. Moszkowska, economia politică marxistă ar trebui să se concentreze asupra legilor "sociale" și "istorice", cum ar fi supra-acumularea (care este doar un alt nume pentru consumul redus).
Moszkowska continuă cu o analiză a problemei cheltuielilor accidentale (sau a deșeurilor), care este doar o modalitate de a elimina decalajul dintre producția societății și consumul acesteia, prin utilizarea abuzivă a resurselor (în principal din cauza importului sau dumping-ului exporturilor), în special cheltuielile pentru armament, precum și costurile enorme economice și sociale ale războiului. Ea concluzionează că liberalismul burghez și reformismul social-democrației nu mai sunt viabile și că singurele alternative ale socialismului sunt acum fascismul, imperialismul și războiul .    

## Lista publicațiilor

### Lucrări
- Moszkowska, N. (1917). Arbeiterkassen an den privaten Berg- und Hüttenwerken im Königreich Polen: ein Beitrag zur Geschichte der Wohlfahrtseinrichtungen der Arbeitgeber. Stuttgart: Dietz Nachf. (Publicarea tezei sale de doctorat din 1914).
- Moszkowska, N. (1929). Das Marxsche System: ein Beitrag zu dessen Ausbau. Berlin: Engelmann, H. R.
- Moszkowska, N. (1935). Zur Kritik moderner Krisentheorien. Prag: Neuen Weltbühne.
- Moszkowska, N. (1943). Zur Dynamik des Spätkapitalismus. Zürich: Der Aufbruch.

### Articole selectate
- Moszkowska, N. (1933). Kapitalnot oder Absatznot?. Rote Revue: sozialistische Monatsschrift, 31: 308-312.
- Moszkowska, N. (1938). Zum Problem der Wert- und Preisrechnung - eine Erwiderung [betr. Emil J. Walter].
- Moszkowska, N., Brügel, J.W. (1951). Kapitalismus nach den Weltkriegen. Rote Revue: sozialistische Monatsschrift, 30: 461-466.
- Thürig, W., Moszkowska, N. (1952). Der alte und der neue Faschismus. Rote Revue: sozialistische Monatsschrift, 31: 14-20.
- Brügel, J.W., Moszkowska, N. (1952). Wer hat den Kapitalismus gerettet? Rote Revue: sozialistische Monatsschrift, 12: 76-83, 288.
- Moszkowska, N. (1952). Das kapitalistische Endstadium. Rote Revue: sozialistische Monatsschrift, 31: 145-154.
- Miville, C., Moszkowska, N., V.G. (1952). Wer treibt zum Krieg? Rote Revue: sozialistische Monatsschrift, 31: 245-250.
- Moszkowska, N. (1952). Oekonomische und politische Auswirkungen der Rüstungen. Arbeit und Wirtschaft, Vienna, 6.Jg./Nr. 3.
- Moszkowska, N., Zajfert, T., Bührer, J. (1954). Kleinhaltung des Massenkonsums und wirtschaftliche Entwicklung. Rote Revue: sozialistische Monatsschrift, 33: 116-123, 137-140, 165-168.
- Moszkowska, N. (1955). Hemmnisse der demokratischen Entwicklung. Der öffentliche VPOD-Dienst, 48.
- Moszkowska, N. (1955). Kreditinflation und Teuerung. Rote Revue, 34: 30-39.
- Moszkowska, N. (1958). Kapitalistische Wirtschaftswunder, Gewerkschaftliche Monatshefte, 9(4): 224-228.
- Moszkowska, N. (1959). Das Krisenproblem bei Marx und Keynes. Schmollers Jahrbuch für Gesetzgebung, Verwaltung und Volkswirtschaft, 79(6): 665-701.
- Moszkowska, N. (1960). Erwartung und Wirklichkeit, Periodikum für Wissenschaftlichen Sozialismus, 16: 5-16.
- Moszkowska, N. (1963). Wandlung der Methode und des Erkenntnisobjektes der Nationalökonomie. Schmollers Jahrbuch für Gesetzgebung, Verwaltung und Volkswirtschaft, 83(3): 269-293.
- Moszkowska, N. (1965). Methodologischer Subjektivismus in der Nationalökonomie. Schmollers Jahrbuch für Gesetzgebung, Verwaltung und Volkswirtschaft, 85: 513-524.

## Arhiva
Arhivele lui Natalie Moszkowska pot fi găsite la Arhivele Sociale Elvețiene din Zurich (latura: Ar 121), unde există multe texte dactilografiate adnotate (articole și lucrări publicate sau nepublicate), precum și câteva scrisori și inserturi pentru promovarea operelor sale [11]. Alte documente referitoare la Natalie Moszkowska sunt păstrate în arhivele Partidului Socialist Elvețian, care se află în aceeași instituție (latura: Ar 1).    